# Stajkovce (Surdulica)
Pour les articles homonymes, voir Stajkovce.
Stajkovce (en serbe cyrillique : Стајковце) est un village de Serbie situé dans la municipalité de Surdulica, district de Pčinja. Au recensement de 2011, il comptait 71 habitants.

## Démographie
| 1948 | 1953 | 1961 | 1971 | 1981 | 1991 | 2002 | 2011 |
| ---- | ---- | ---- | ---- | ---- | ---- | ---- | ---- |
| 490  | 506  | 467  | 397  | 319  | 207  | 140  | 71   |

|  |